# Huexotzinca
Die Huexotzinca (Huexōtzinca’) waren ein Volk der Nahua im heutigen mexikanischen Bundesstaat Puebla, die am östlichen Abhang der Vulkankette Popocatépetl und Iztaccíhuatl sowie in der Flussniederung des Río Atoyac lebten. In der vorspanischen Zeit hatten sie ihre Unabhängigkeit von den Azteken bis zur Ankunft der spanischen Conquistadoren weitgehend behaupten können. Hauptort der Huexotzinca war der Ort Huexotzinco, aus dem sich ihr Name ableitet.
Die politischen Verhältnisse in der Region gingen auf die Wanderungsbewegungen nach dem Ende der toltekischen Vormacht im zentralen Mexiko zurück. Durch Einwanderung und Eroberungen von chichimekischen Gruppen, die sich als Teochichimeken (echte Chichimeken) bezeichneten, und die die ältere einheimische Bevölkerung überlagerten und in einen abhängigen Status brachten, entstand eine sehr komplexe ethnische Gliederung.